# Liste der Baudenkmäler in Hohenkammer

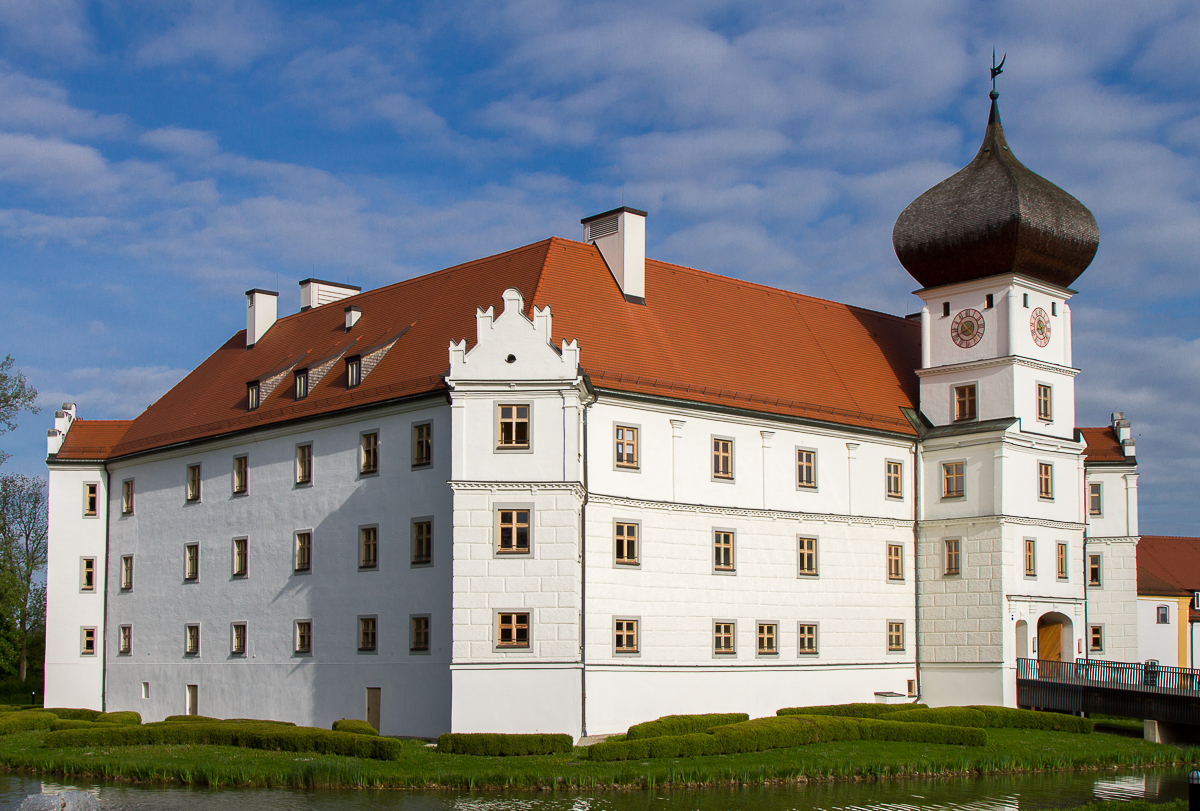
Schloss Hohenkammer

Auf dieser Seite sind die Baudenkmäler in der oberbayerischen Gemeinde Hohenkammer zusammengestellt. Diese Tabelle ist eine Teilliste der Liste der Baudenkmäler in Bayern. Grundlage ist die Bayerische Denkmalliste, die auf Basis des Bayerischen Denkmalschutzgesetzes vom 1. Oktober 1973 erstmals erstellt wurde und seither durch das Bayerische Landesamt für Denkmalpflege geführt wird. Die folgenden Angaben ersetzen nicht die rechtsverbindliche Auskunft der Denkmalschutzbehörde.

## Baudenkmäler nach Ortsteilen

### Hohenkammer
| Lage                             | Objekt                                          | Beschreibung | Akten-Nr.             | Bild           |
| -------------------------------- | ----------------------------------------------- | --- | --------------------- | -------------- |
| Hauptstraße 4 (Standort)         | Katholische Pfarrkirche St. Johannes Evangelist | Saalbau mit spätgotischem eingezogenem polygonalem Chor und neu errichtetem Langhaus von 1813, Chorflankenturm im Erdgeschoss 14. Jahrhundert, Erhöhung um 1620; mit Ausstattung Friedhof mit Grabmälern des 19./frühen 20. Jahrhunderts                              | D-1-78-133-1 Wikidata | weitere Bilder |
| Hauptstraße 6 (Standort)         | Ehemaliges Pfarrhaus                            | Zweigeschossiger barocker Walmdachbau mit reicher Fassadengestaltung, 1702 Ehemalige Holzlege mit profiliertem Traufgesims, 18./Anfang 19. Jahrhundert | D-1-78-133-2 Wikidata | weitere Bilder |
| Petershauser Straße 6 (Standort) | Villa, ehemals zum Schloss gehörig              | Zweigeschossiger Gruppenbau mit Mansardwalmdach, Eckerkertürmen und Loggia mit Altane, in historisierenden Formen, um 1910 | D-1-78-133-3 Wikidata | weitere Bilder |
| Schloßstraße 18 (Standort)       | Wohnhaus, ehemals zum Schloss gehörig           | Erdgeschossiger barocker Putzbau mit Mansardwalmdach, 2. Hälfte 18. Jahrhundert | D-1-78-133-4          | weitere Bilder |
| Schloßstraße 20 (Standort)       | Mariensäule                                     | Steinernes Pfeilerpostament mit Marienfigur, farbig gefasster Zinkguss, neugotisch, bezeichnet mit 1877 | D-1-78-133-5 Wikidata | Mariensäule    |
| Schloßstraße 22 (Standort)       | Ehemaliges Wirtschaftsgebäude des Schlosses     | Im Kern barocke Dreiflügelanlage, südwestlicher Kopfbau (ehemalige Brauerei), mit Walmdach und Gewölbehalle im Erdgeschoss, sowie Gewölbefolge im anschließenden Teil des Westtrakts, 17. /18. Jahrhundert                                                            | D-1-78-133-6 Wikidata | BW             |
| Schloßstraße 23 (Standort)       | Wasserschloss Hohenkammer                       | Geschlossene Vierflügelanlage mit drei Geschossen, Laubeninnenhof, vier erkerartigen Ecktürmen und Eingangsturm, im Stil der Renaissance entstanden nach 1551, im späten 17. Jahrhundert ausgebaut, Außenbau und Inneres 1973–75 zum Teil verändert Mit Schlossgraben | D-1-78-133-7 Wikidata | weitere Bilder |
| Glonn (Standort)                 | Standbild des hl. Johann Nepomuk                | Betonguss in barocken Formen, um 1920/25; auf der neuen Glonnbrücke wieder aufgestellt | D-1-78-133-8 Wikidata | weitere Bilder |

### Deutldorf
| Lage                    | Objekt  | Beschreibung                                                                                   | Akten-Nr.              | Bild           |
| ----------------------- | ------- | ---------------------------------------------------------------------------------------------- | ---------------------- | -------------- |
| In Deutldorf (Standort) | Kapelle | Kleiner neugotischer Saalbau mit applizierten Strebepfeilern, 18. Jahrhundert; mit Ausstattung | D-1-78-133-10 Wikidata | weitere Bilder |

### Eglhausen
| Lage                       | Objekt                                 | Beschreibung | Akten-Nr.              | Bild           |
| -------------------------- | -------------------------------------- | --- | ---------------------- | -------------- |
| Dorfstraße 18 (Standort)   | Katholische Filialkirche St. Stephanus | Im Kern spätromanischer Saalbau mit eingezogenem geradem Chorabschluss, angefügter Sakristei und Chorflankenturm, Umbauten um 1500 und im 17. Jahrhundert, Turm von 1598 mit Haube von 1805; mit Ausstattung | D-1-78-133-11          | weitere Bilder |
| Mitterfeldweg 2 (Standort) | Bauernhaus                             | Erdgeschossiger Mittertennbau mit Greddach und Wageneinfahrt vom Typ „Froschmaul“, Ende 18./Anfang 19. Jahrhundert                                                                                           | D-1-78-133-12 Wikidata | weitere Bilder |

### Haberhof
| Lage                  | Objekt                                  | Beschreibung                                               | Akten-Nr.              | Bild           |
| --------------------- | --------------------------------------- | ---------------------------------------------------------- | ---------------------- | -------------- |
| Haberhof 1 (Standort) | Mörtelplastik am Bauernhof "Haberbauer" | Farbiges Relief am Wirtschaftsgebäude, bezeichnet mit 1877 | D-1-78-133-13 Wikidata | weitere Bilder |

### Herschenhofen
| Lage                        | Objekt     | Beschreibung                                             | Akten-Nr.              | Bild           |
| --------------------------- | ---------- | -------------------------------------------------------- | ---------------------- | -------------- |
| Herschenhofen 11 (Standort) | Kapelle    | Kleiner Zentralbau mit Dachreiter, 1816; mit Ausstattung | D-1-78-133-14 Wikidata | Kapelle        |
| In Herschenhofen (Standort) | Wegkapelle | Kleiner Putzbau mit flachem Satteldach, 19. Jahrhundert  | D-1-78-133-15 Wikidata | weitere Bilder |

### Niernsdorf
| Lage                     | Objekt               | Beschreibung                                                            | Akten-Nr.              | Bild           |
| ------------------------ | -------------------- | ----------------------------------------------------------------------- | ---------------------- | -------------- |
| In Niernsdorf (Standort) | Kapelle St. Valentin | Putzbau mit Chorturm und Zwiebelhaube, 18. Jahrhundert; mit Ausstattung | D-1-78-133-16 Wikidata | weitere Bilder |

### Pelka
| Lage                | Objekt                             | Beschreibung | Akten-Nr.              | Bild           |
| ------------------- | ---------------------------------- | --- | ---------------------- | -------------- |
| In Pelka (Standort) | Katholische Filialkirche St. Georg | Kleiner im Kern gotischer Saalbau mit Zwiebeltürmchen, erbaut Ende 15. Jahrhundert, barocker Umbau im 17. Jahrhundert; mit Ausstattung | D-1-78-133-17 Wikidata | weitere Bilder |

### Riedhof
| Lage                   | Objekt  | Beschreibung | Akten-Nr.              | Bild           |
| ---------------------- | ------- | --- | ---------------------- | -------------- |
| Riedhof 8 a (Standort) | Kapelle | Kleiner neugotischer Saalbau mit eingezogenem Polygonalchor und Giebelreiter, Ende 19. Jahrhundert; mit Ausstattung | D-1-78-133-18 Wikidata | weitere Bilder |

### Schlipps
| Lage                   | Objekt                                 | Beschreibung | Akten-Nr.     | Bild           |
| ---------------------- | -------------------------------------- | --- | ------------- | -------------- |
| Schlipps 14 (Standort) | Katholische Filialkirche St. Sylvester | Im Kern romanischer Saalbau mit stark eingezogenem polygonalem Chor und Bogenfries, Chor und Turm um 1517 erneuert, vor 1709 barockisiert, Sakristei 1744 angefügt und Langhaus 1839–44 verlängert; mit Ausstattung | D-1-78-133-19 | weitere Bilder |

### Wahl
| Lage              | Objekt     | Beschreibung                                                     | Akten-Nr.              | Bild |
| ----------------- | ---------- | ---------------------------------------------------------------- | ---------------------- | ---- |
| Wahl 2 (Standort) | Hofkapelle | Kleiner Saalbau mit Dachreiter, 18. Jahrhundert; mit Ausstattung | D-1-78-133-20 Wikidata | BW   |

### Waltenhofen
| Lage                      | Objekt                | Beschreibung | Akten-Nr.              | Bild |
| ------------------------- | --------------------- | --- | ---------------------- | ---- |
| In Waltenhofen (Standort) | Ehemaliges Bauernhaus | Erdgeschossiger verputzter Satteldachbau mit Greddach an der Südseite, Wohnteil frühes 19. Jahrhundert, Wirtschaftsteil mit Tenne und Stall 1865 | D-1-78-133-21 Wikidata | BW   |

## Ehemalige Baudenkmäler
In diesem Abschnitt sind Objekte aufgeführt, die früher einmal in der Denkmalliste eingetragen waren, jetzt aber nicht mehr. Objekte, die in anderem Zusammenhang also z. B. als Teil eines Baudenkmals weiter eingetragen sind, sollen hier nicht aufgeführt werden. Aktennummern in diesem Abschnitt sind ehemalige, jetzt nicht mehr gültige Aktennummern.
| Lage                                 | Objekt                  | Beschreibung                                                                                  | Akten-Nr.             | Bild                    |
| ------------------------------------ | ----------------------- | --------------------------------------------------------------------------------------------- | --------------------- | ----------------------- |
| Hohenkammer Schmiedberg 2 (Standort) | Wohnhaus des Bauernhofs | Zweigeschossiger Bau mit Steilsatteldach und originellen Schweifgiebeln, wohl 18. Jahrhundert | D-1-78-133-9 Wikidata | Wohnhaus des Bauernhofs |